# Taxodium mucronatum
Taxodium mucronatum er et træ i Sumpcypres-slægten. Verdens angiveligt tykkeste træ er af denne art, og står i Oro del Tule, Mexico.
I byparken Parque del Retiro i Madrids centrum står også et gammelt eksemplar af Taxodium mucronatum. Det har stået siden 1633.